# 딜리버리 맨!
Genie TV의 오리지널 콘텐츠《딜리버리 맨!》은 2023년 3월 1일부터 2023년 4월 6일까지 방송되었던 ENA 수목 드라마였다.

## 기획 의도
생계형 택시기사 ‘영민’과 기억상실 영혼 ‘지현’, 환장 듀오가 벌이는 저세상 하이텐션 수사극

## 제작진

### 제작사
- KT스튜디오지니
- 코탑미디어

### 제작
- 고대화
- 김종범

### 극본
- 주효진
- 박혜영
- 한보경

### 연출
- 강솔 : 채널A 월화 드라마 《쇼윈도: 여왕의 집》(공동 연출) 연출
- 박대희 : 채널A 월화 드라마 《쇼윈도: 여왕의 집》(공동 연출) 연출

## 등장인물

### 주요 인물
- 윤찬영 : 서영민 역 - 택시비만 해결되면 어디든 풀액셀을 밟는 생계형 택시 기사, 돌아가신 엄마의 택시를 물려받아 운전대를 잡게 된 그는 할머니와 살고 있는 집을 지키기 위해 한번의 유턴, 찰나의 브레이크조차도 돈으로 환산하는 철두철미한 인물이다. 그러던 어느 날, 기억상실 영혼 지현이 영민의 택시에 '착붙'하게 되면서 순탄하던 그의 드라이브에 예기치 못한 변수가 생기는데...

- 방민아 : 강지현 역 - 어쩌다 영민의 택시에 무임승차하게 된 기억상실 영혼, 불의를 보면 참지 못하고, 어려운 사람을 그냥 지나치지 못하는 지현은 영민의 택시에 '착붙'된 김에 귀신들의 마지막 소원을 이뤄주기 위해 '귀신 전용 택시' 영업에 나서게 된다.

### 그 외 인물
- 김민석 : 도규진 역 - 빼어난 실력을 지닌 워커홀릭 응급의, 응급 상황에서도 흔들리지 않는 침착함과 프로페셔널함으로 많은 이들의 존경을 받는 인물.

- 김승수 : 지창석 역 - 동파 경찰서 강력팀 팀장, 오리무중인 강지현 살해 사건을 넘겨 받아 자신만의 방법으로 사건에 접근한다.

- 박혜진 : 박분자 역 - 영민의 할머니, 손목에 염좌가 올 정도로 스마트폰에 빠져 사는 요즘 할머니다.

- 박정학 : 강형수 역 - 지현의 아버지, 아내와 일찍 사별하고 혼자 딸을 길렀다. 딸을 죽인 살인범을 직접 잡기 위해서 움직인다.

- 허지나 : 김희연 역 - 대훈병원 응급실 간호사, 능력 있는 수간호사.

- 이혜정 : 윤소리 역 - 대훈병원 응급실 신규 간호사, 영민과는 대학 동창이다.

- 이규현 : 김정우 역 - 대훈병원 응급실 간호사, 사람들이 모두 좋아하는 규진을 싫어하며 반목한다.

- 하경 : 이동욱 역 - 청담동 꽃도령, 조선시대 '게이' 장군신을 모시고 있는 실력 좋은 박수무당이다.

- 공정환-진숙 의 남편

- 최태환 : 나석진 역 - 영민의 아는 형으로 돈 많은 집안의 말썽쟁이 막내아들로서, 능글능글함과 허세가 가득하지만 미워할 수 없는 매력으로 영민과 함께 완벽한 브로맨스를 뽐내는 인물.

- 이혜은 : 김진숙 역-정환 의 아내

- 김선혁 : 김병철 역-소연 의 남편(사별)

- 오수정 : 박소연 역 -병철 의 아내 (사별)

- 문희경 : 박경화 역

- 미상 : 김현미 역

- 박선호 : 김신우 역

- 전소민 : 자유로 귀신 역

- 안지호 :라디오 DJ역

- 박지후 : 은가은 학생 역

- 신은수 : 학교폭력 목격자 역

- 황보운 : 학교폭력 피해자 역

- 조이현 : 학교폭력 가해자 역

- 전효성 : 고세라 역

- 김정태 : 고두강 역

- 조미녀 : 이은수 역

- 최초우 : 은수의 치매걸린 어머니 역

- 정종우 : 구봉 역

- 김다비 : 오미경 역
- 편보승 : 택시진상남 역

### 특별 출연
- 송윤아 : 모채령 역